# Trevor Noah
Pour les articles homonymes, voir Noah.
Trevor Noah, né le 20 février 1984 à Johannesbourg,est un acteur, humoriste et animateur de télévision sud-africain actif aux États-Unis.

## Biographie

### Vie personnelle
Sa mère Patricia Nombuyiselo Noah est sud-africaine d'ethnie Xhosa. Son père Robert est suisse allemand.
Il grandit à Soweto alors que le régime sud-africain applique la politique d'apartheid, qui interdit les relations interraciales. Son existence même était techniquement un crime. Sa mère risquait l'emprisonnement et une condamnation à payer des amendes pour sa relation avec son père et son enfant, catalogué « mixed race » sous l'apartheid. Elle réussit à cacher son fils des yeux de la loi et à protéger et son fils et elle-même de la loi de l'apartheid, en cachant son fils plus ou moins, en le faisant passer pour 'coloured'.
Son père déménage au Cap pendant que Trevor est élevé par sa mère et sa grand-mère maternelle, Nomalizo Frances Noah.
En 1992, la mère de Trevor se marie avec Ngisaveni Abel Shingange. Ils ont deux fils, Andrew et Isaac. En 1996, alors que Trevor a 12 ans, Patricia, victime de violence conjugale, divorce. En 2009 (Noah a 25 ans), elle se fiance avec Sfiso Khoza et son ex-mari lui tire une balle dans la jambe, puis une dans la tête. Elle y survit, la balle à la tête évitant les organes vitaux et ressortant par la narine.
Quand Trevor confronte Shingange au téléphone, son ex-beau-père menace de le tuer, forçant Trevor à quitter Johannesburg pour emménager à Los Angeles. C'est seulement en 2012 que Shingange est finalement arrêté pour tentative de meurtre. Il est condamné à trois ans de probation l'année d'après.
Trevor a réagi en encourageant les médias à attirer l'attention du public sur le problème des violences domestiques en Afrique du Sud : « Pendant des années, ma mère a demandé de l'aide à la police, mais rien n'a jamais été fait. C'est une histoire trop commune en Afrique du Sud. Ils n'arrêtaient pas de perdre des scellés et l'affaire n'était jamais jugée. »
Noah parle anglais, xhosa, zoulou, sotho, tswana, tso nga, afrikaans, allemand. Le jeune homme prend part à une soirée scène libre organisée par un comedy club et décide de se lancer dans le stand-up.

### Carrière de comédien
À l'âge de dix-huit ans, Trevor Noah obtient un petit rôle dans le feuilleton télévisé sud-africain Isidingo (en). Par la suite, il anime Noah's Ark sur la station de radio de Johannesburg YFM (en). En 2007, le comédien est recruté par la SABC pour présenter les émissions de télévision Real Goboza, consacrée aux peoples, Siyadlala, traitant de sports, ainsi que la téléréalité The Amazing Date. Il anime également les galas des South African Film and Television Awards et des South African Music Awards.
En 2008, Noah fait partie des candidats de la version sud-africaine de l'émission Strictly Come Dancing. En 2010, il présente le talk show de fin de soirée Tonight with Trevor Noah.
Noah se fait connaître en tant qu'humoriste de stand-up et présente son premier one-man-show en 2009 à Johannesbourg. En 2012, sa prestation à l'Edinburgh Festival Fringe est remarquée. Il retourne ensuite au Royaume-Uni pour présenter son spectacle de stand-up intitulé The Racist. Il donne également son spectacle aux États-Unis. La même année, Noah est le premier comédien africain à se produire dans le Tonight Show. À son retour en Afrique du Sud, il effectue une tournée à guichets fermés.
Fin 2014, Noah rejoint l'équipe de l'émission humoristique The Daily Show, diffusée aux États-Unis par Comedy Central. La chaîne doit faire face au départ prochain de son animateur Jon Stewart, qui présente l'émission depuis 1999. En 2015, elle annonce que Noah a été choisi pour lui succéder.
En 2018 il affirme lors de son interview avec Stephen Colbert être la voix de la personne derrière l’ordinateur qui donne des instructions dans le film Black Panther.
Sa fortune est estimée à près de 100 millions de dollars.

### Autres activités
En 2010, il apparaît dans une campagne publicitaire de l'opérateur de téléphonie mobile Cell C. Le 23 mai 2018, il participe à la présentation de Battlefield V.
Trevor Noah a animé la soirée des Grammy Awards de 2020, de 2021 et de 2022.

## Style
Trevor Noah aborde le thème de l'identité raciale dans ses spectacles. Il est connu pour ses imitations, notamment celle du président sud-africain Jacob Zuma et celle du président américain Donald Trump.

## Controverse
Un commentaire sur l'équipe de France de football prononcé le 17 juillet 2018 lors de son émission déclenche une polémique. L'humoriste affirme à cette occasion que « l'Afrique a gagné la Coupe du monde » et qu'« ils sont obligés de dire que c'est l'équipe de France. Mais regardez ces gars : tu n'obtiens pas ce genre de bronzage en te baladant dans le sud de la France ». À la suite de cette déclaration, l'ambassadeur de France aux États-Unis Gérard Araud adresse une lettre à l'animateur dans laquelle il indique que ces propos « portent atteinte à la volonté des joueurs de s'identifier en tant que Français ».
Barack Obama répond publiquement a Noah le 17 juillet en déclarant "Regardez l'équipe de France qui vient de remporter la Coupe du monde, tous ces mecs ne ressemblent pas, selon moi, à des Gaulois», a-t-il ajouté en souriant, sous les applaudissements du stade Wanderers de Johannesburg où étaient massées quelque 15 000 personnes. «Ils sont français, ils sont français!», a-t-il insisté.
Par ailleurs, Evan Fournier rajoute "Arrêtez avec ces 'l’Afrique a remporté la Coupe du monde pour la France', ça n’a pas de sens. Est-ce que l’Afrique gagne quand les USA gagnent des médailles d’or aux Jeux olympiques ? L’Europe gagne-t-elle lorsque l’Afrique du Sud gagne au rugby ? Et on peut continuer. Nous sommes tous français, il faut faire avec".
Noah lit publiquement la lettre de l'ambassadeur, dans son show télévisé et déclare que la plupart des critiques qu'il reçoit portent le même message : « Ils ne sont pas Africains, ils sont Français », ce à quoi Noah répond « pourquoi ne peuvent-ils pas être les deux ? ». Il poursuit en affirmant que la France a tendance à promouvoir le côté français des Français issus de l'immigration seulement lorsque ceux-ci agissent pour le bien de la société, mais que dans le cas contraire, ce sont les origines étrangères qui ressortent, et argumente ses propos avec des faits de l'actualité. En outre, l'humoriste rappelle que les Africains célèbrent la victoire de la France en disant : « regarde ces Africains qui sont devenus des Français. Nous célébrons leur succès ». L'animateur conclut en déclarant : « Si les Français disent qu’ils (les joueurs) ne peuvent être des deux, d’origine africaine et Français à la fois, alors je crois que ce sont eux qui ont un problème ». Il ne fait aucune référence aux propos largement médiatisés de l'ancien président américain et ne répond pas aux propos d'Evan Fournier,.

## Récompenses
En 2008, Trevor Noah reçoit le prix de la révélation de l'année (Best Breakthrough Comedy Act of the Year) lors des South African Comedy Awards.
En 2024, Trevor Noah remporte le prix de la meilleure émission de divertissement avec ‘’ The Daily Show With Trevor Noah, lors de la 75e cérémonie des Emmy Awards.

## Publications
- Born a Crime: Stories from a South African Childhood. John Murray Press, 2016,  (ISBN 978-0-399-58817-4).
  - frç.: Trop noir, trop blanc. Une enfance sud-africaine dans la peau d’un métis. Hors d’atteinte, 2021,  (ISBN 978-2-490579-87-7).